# Rosa Estaràs i Valeri
Rosa Estaràs i Valeri (Buenos Aires, 25 de maig de 1893 - Palma, Mallorca, 1972) era una mestra de Palma que va contribuir sensiblement a la renovació educativa a les escoles públiques de les Balears a principi del segle xx.
Filla d'emigrants mallorquins, va néixer a Buenos Aires (Argentina) el 1893. Becada per l'Ajuntament de Palma, es va iniciar a la pedagogia de Montessori a l'escola d'estiu de Rosa Sensat a l'Escola del Bosc a Montjuïc, mètode que va introduir a l'escola de la Milagrosa de Can Capes, junt amb Josepa Bauzà Pérez.
Amb Benet Pons Fàbregues i Paula Canyelles va tenir un paper important en la creació de l'Institut d'Estudis Superiors per a la Dona.
El 2009, l'Ajuntament de Mallorca li va dedicar un carrer al barri de Son Gual.